# Anker Vilhelm Frederik Bornemann
Anker Vilhelm Frederik Bornemann (26. juli 1763 i København – 19. juli 1854 i Taarbæk) var en dansk justitiarius i Højesteret.
Hans forældre var generalauditør Vilhelm Bornemann og hustru, blev 1779 student, 1782 juridisk kandidat, samme år protokolsekretær i Højesteret, 1788 assessor i Hof- og Stadsretten, 1793 assessor i Københavns Politiret, 1795 generalauditør for Norge, 1798 tillige deputeret i det norske Generalitets- og Kommissariatskollegium, 1801 generalauditør for Danmark og Hertugdømmerne, 1802 tillige ekstraordinær assessor i Højesteret, 1805 desuden civildeputeret i det danske General-Kommissariatskollegium, 1811 adlet og 1822 ifølge reskript fra kongen, udstedt samme dag, som justitiarius Peter Feddersen døde, justitiarius i Højesteret, en udnævnelse, der synes at have været rettens medlemmer mindre behagelig. 1810 blev han Ridder af Dannebrog, 1815 Dannebrogsmand, 1824 blev han Kommandør af Dannebrog, 1826 Storkors af Dannebrog og 1828 gehejmekonferensråd; 1843 entledigedes han og døde 19. juli 1854. 1843 havde han oprettet han det 2. Bornemannske Fideikommis.
I Conradine Dunkers Gamle Dage omtales han under skildringen af selskabslivet i Christiania i slutningen af det 18. århundrede som en munter, vittig, underholdende og i anekdoter uudtømmelig mand, derhos som medstifter af og administrerende direktør for det dramatiske selskab i Christiania, ved hvis forestillinger han glimrede i komiske roller, navnlig som en mesterlig gengiver af sin fordums lærer Johan Herman Wessels Johan von Ehrenpreis. At han derimod langtfra var almindelig afholdt i de kredse, i hvilke han senere bevægede sig her i København, fremgår af forskellige udtalelser i de af Ludvig Daae udgivne Breve fra danske og norske (1876). I København havde han adskillige fjender, men han synes i høj grad at have haft Frederik VI.s gunst
Han blev gift 1. gang 2. juli 1794 i Trinitatis Kirke med Anne Karine Svane (døbt 14. januar 1771 i København, død 2. februar 1803 sammesteds), datter af hørkræmmer Hans Svane og Karen Hansdatter Schæffer. 2. gang ægtede han 13. oktober 1804 i Garnisons Kirke Harriet Parsons (25. december 1772 i Eaststonehouse, Plymouth – 22. marts 1866 i København), datter af købmand Parsons (død ca. 1785) og forfatterinden Eliza Phelp (død 1811).
Han er begravet på Assistens Kirkegård. Der findes et portrætmaleri af Wilhelm Marstrand 1842 i familieeje (gengivet i infoboks).